# Cult
Cult je treći album čelo metal sastava Apocalyptica koji je izašao 2000. godine s dodatkom Special Edition 2001. Na ovom albumu se prvi put pojavljuju vokali - Matthias Sayer (Farmer Boys) u Hope Vol. 2 i Sandra Nasic (Guano Apes) u Path Vol. 2. 

## Lista pjesama

### Cult - original
1. Path
2. Struggle
3. Romance
4. Pray!
5. In Memoriam
6. Hyperventilation
7. Beyond Time
8. Hope
9. Kaamos
10. Coma
11. Hall Of The Mountain King
12. Until It Sleeps
13. Fight Fire With Fire

### Special Edition CD 2
1. Path Vol. 2 (feat Sandra Nasic)
2. Hope Vol. 2 (feat Matthias Sayer)
3. Nothing Else Matters (uživo u Münchenu, Listopad 2000)
4. Harmageddon (uživo u Münchenu, Listopad 2000)
5. Inquisition Symphony (uživo u Münchenu, Listopad 2000)